# Lincoln Monument
Le Lincoln Monument est une statue en bronze d'une hauteur de 3,7 m située à Chicago et érigée en hommage à Abraham Lincoln, le 16e président des États-Unis. La statue originale se trouve dans le secteur de Lincoln Park, dans le nord de la ville de Chicago, et plusieurs répliques existent dans divers lieux des États-Unis et dans le monde.
Érigée par le sculpteur Augustus Saint-Gaudens en 1887, elle a été décrit comme la sculpture la plus importante de Lincoln à partir du XIXe siècle. À l'époque, le quotidien New York Evening Post a nommé la réalisation comme étant « la plus importante sculpture américaine à être produite ». Lors de son inauguration, Abraham Lincoln II, seul petit-fils de Lincoln, était présent parmi une foule de 10 000 personnes. L'artiste a ensuite créé une seconde sculpture en hommage au président appelée Abraham Lincoln: The Head of State au sein du Grant Park de Chicago.

## Description
La sculpture représente un Lincoln contemplatif levé d'une chaise, sur le point de faire un discours. Il repose sur un piédestal et un exèdre conçu par l'architecte Stanford White.
Peu de temps avant de mourir, Eli Bates (1806-1881), un homme d'affaires de Chicago, fait don de 40 000 dollars pour la statue dans son testament. Augustus Saint-Gaudens fut spécifiquement sélectionné par la commission chargée du concours de design. Saint-Gaudens admirait beaucoup Abraham Lincoln et était présent lors de ses obsèques. Pour la conception de la statue, l'artiste s'est appuyé sur les moulages du visage et des mains de Lincoln, qu'avait fait le sculpteur Leonard W. Volk en 1860.

## Héritage
Le naturalisme de la sculpture a influencé toute une génération d'artistes. Le monument a également été décrit par Jane Addams, la fondatrice de la Hull House, qui explique : « J'ai parcouru un chemin long et pénible pour fonder la Hull House à Lincoln Park … pour regarder et ressentir la magnanimité de la statue », le journaliste Andrew Ferguson parle longuement de la statue dans son livre intitulé En terre de Lincoln, il l'a décrit comme une statue présentant « une sorte de lassitude qui semble presque nature ». Le 12 décembre 2001, la sculpture est inscrite sur la liste patrimoniale des Chicago Landmarks (CL) par la Commission on Chicago Landmarks de la ville de Chicago. Elle se trouve à proximité du musée d'histoire de Chicago (Chicago History Museum) et de North Avenue.

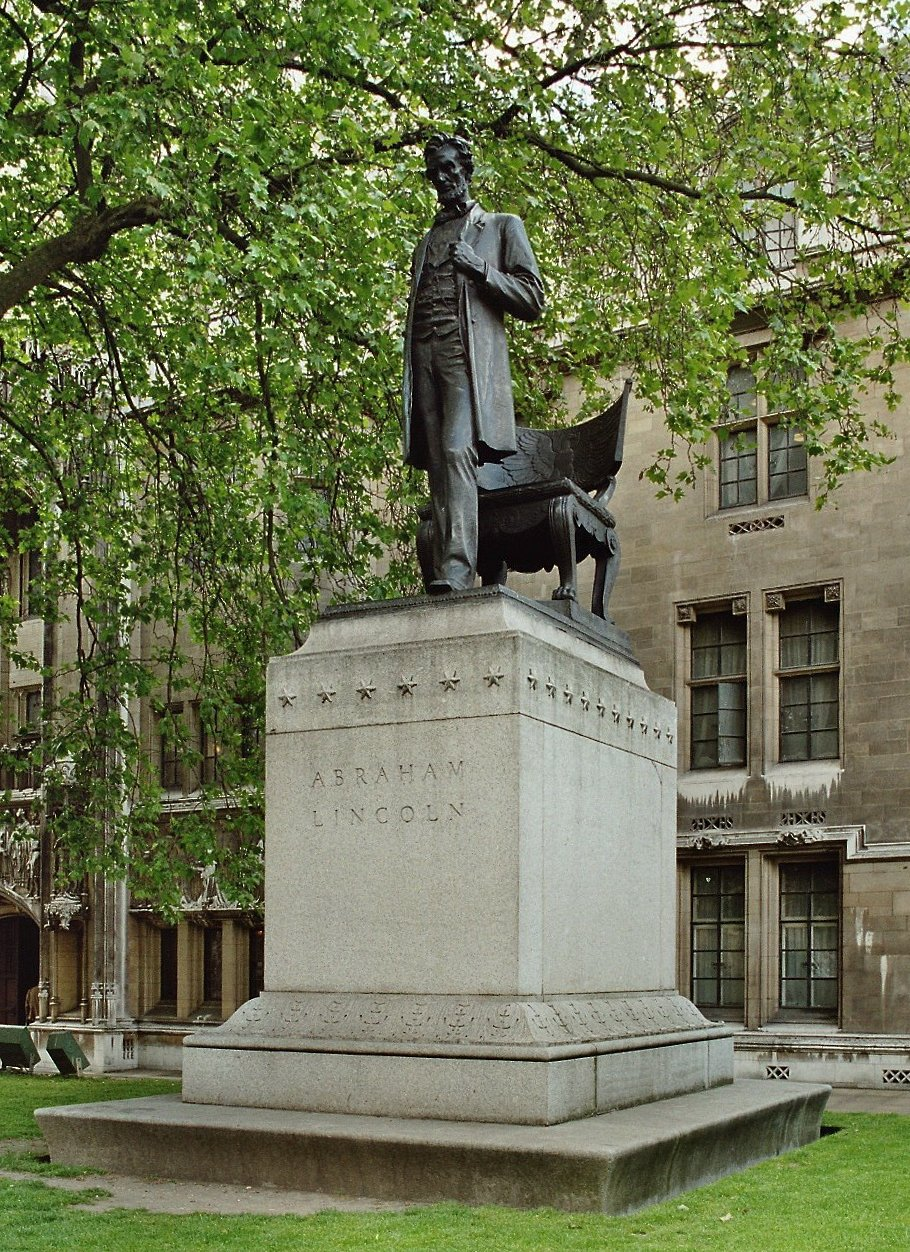
Réplique de la statue au Parliament Square à Londres.

Des répliques plus ou moins grandes de la statue existent au Lincoln Tomb Monument à Springfield, la capitale de l'Illinois ; au Parque Lincoln à Mexico ; et sur Parliament Square à Londres,. La statue de Parliament Square a été offerte à la Grande-Bretagne en juillet 1920. L'ambassadeur américain a fait un discours et une présentation formelle de la statue au Central Hall du palais de Westminster, où le Premier ministre David Lloyd George a accepté le don au nom du peuple britannique ; après une procession vers Parliament Square, la statue a été dévoilée par le prince Arthur, duc de Connaught.
À partir de 1910, Augusta, la veuve de Saint-Gaudens, a supervisé la reproduction d'un certain nombre de petites répliques de la statue, réduit à un peu moins d'un tiers de la taille de l'original. Certaines de ces répliques sont maintenant détenus par le Metropolitan Museum of Art de New York, la Galerie d'art de l'Université Yale, le musée d'art de l'Université Harvard (Harvard Art Museums), le Jackson District Library à Jackson (Michigan), le musée de la ville de Newark (New Jersey), et au Saint-Gaudens National Historical Park à Cornish, dans le comté de Sullivan (New Hampshire).